# Espérance de vie humaine
L'espérance de vie humaine est un des indicateurs statistiques les plus utilisés dans le domaine de la prospective et des projections démographiques,,, et pour évaluer le niveau de développement et l'indice de développement humain d'un État ou d'une région du monde.
Plusieurs facteurs peuvent « influencer l’espérance de vie comme le tabagisme, la consommation d’alcool », la génétique ou encore « l'activité physique ». Il a été prouvé qu'adopter une alimentation saine a permis de gagner environ 9 ans d'espérance de vie,.

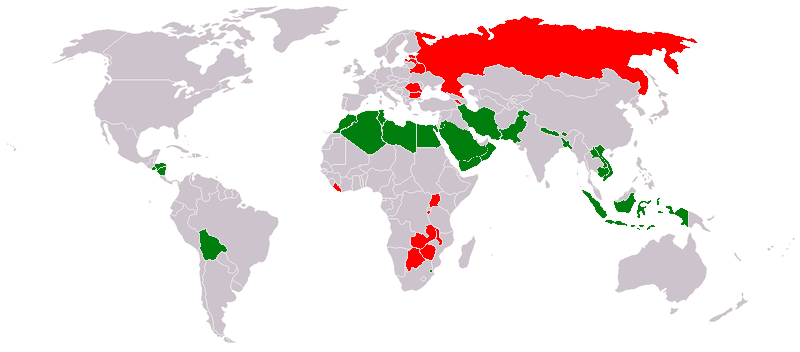
Évolution de l'espérance de vie entre 1978 et 1998.

Carte indiquant l'espérance de vie à la naissance dans les États membres de l'ONU en 2017.

| Pays pour lesquels l'espérance de vie a augmenté de plus de dix ans. | Pays pour lesquels l'espérance de vie a diminué. |

| 70 ans et plus - 82 ans et plus - 80-81 ans - 78-79 ans - 76-77 ans - 74-75 ans - 72-73 ans - 70-71 ans - indisponible | moins de 70 ans - 65-69 ans - 60-64 ans - 55-59 ans - 50-54 ans - 45-49 ans - 40-44 ans - 35-39 ans - moins de 35 ans |

## Précision statistique
La notion d'espérance de vie permet de quantifier les conditions de mortalité à une année donnée : l'espérance de vie à la naissance est égale à la durée de vie moyenne d'une population fictive qui vivrait toute son existence dans les conditions de mortalité de l'année considérée. L'année 2020 a vu sa régression mondiale « pour la première fois depuis la Seconde Guerre mondiale ».
Contrairement à ce que le terme « espérance de vie » peut laisser penser, cette statistique n'est pas une prévision des probabilités de décès pour les années ultérieures. Dire par exemple que l'espérance de vie des hommes en 2000 est de soixante-quinze ans signifie que les hommes nés en 2000 vivront en moyenne soixante-quinze ans, mais seulement si les conditions de mortalité qu'ils rencontreront au long de leur vie correspondent à celles de l'année 2000. Si les progrès continuent, les hommes nés en 2000 pourront vivre en moyenne plus de 75 ans. Inversement, il se peut que les conditions se dégradent, et que la durée de la vie diminue.
Cette statistique est calculée sous l'égide de l'ONU, et publiée par de nombreux organismes, incluant l'OMS.
L'espérance de vie à la naissance se calcule à partir des quotients de mortalité par âge, c'est-à-dire des probabilités de décéder dans l'année pour des personnes qui atteignent un âge donné. À chaque âge le risque de décès est donc mesuré par le quotient par âge observé cette année-là. Elle synthétise donc les conditions de mortalité de l'année, sous forme d'une génération fictive. Elle diffère de la moyenne des âges au moment du décès de toutes les personnes mortes au cours d'une année qui, elle, est sensible à la structure par âge de la population.
Dans la quasi-totalité des pays, l'espérance de vie des femmes est plus importante que celle des hommes.
Les guerres, les catastrophes naturelles et les épidémies la font diminuer, alors que les progrès de la médecine et du niveau de vie (hygiène, vaccins, alimentation…) tendent à l'allonger.

## Calcul
Le calcul de l'espérance de vie à un âge donné, pour une année donnée, comporte deux phases ; le calcul de l'espérance de vie à la naissance est un cas comme un autre de calcul de l'espérance de vie en partant de l'âge 0 :
- Dans un premier temps, les démographes relèvent les proportions de décès selon l'âge (décès à 1 an, 2 ans, etc.) pour l'année choisie. Ils rapportent donc le nombre de personnes décédées à un âge donné au nombre de personnes ayant cet âge dans la population l'année considérée. Par exemple, pour le calcul de l'espérance de vie en 2000, les démographes ont calculé que cette année-là, 0,4 % des Français sont décédés dans leur première année et que 0,08 % des Français âgés de 30 ans sont décédés. Ce même calcul est répété pour tous les âges possibles (de 0 à l'âge le plus élevé de la population analysée). Le résultat de cette phase est un ensemble de quotients de mortalité par âge, pour l'année 2000 par exemple.
- Dans un second temps, le calcul se poursuit sur la base d'un millier de personnes, sorte de population fictive représentative, nombre choisi pour la commodité du calcul. Pour le calcul de l'espérance de vie à la naissance, sachant que la mortalité des individus qui ont moins d'un an en 2000 est de 4 ‰, 4 individus sont retirés de l'ensemble initial et il reste par conséquent 996 personnes, celles-ci étant âgées d'un an au moins. Pareillement, le nombre de décès entre 1 et 2 ans est obtenu en appliquant le quotient de mortalité entre 1 et 2 ans au nombre de survivants (996), et ainsi de suite jusqu'à ce qu'il ne reste aucune personne d'un âge supérieur à celui pour lequel a été calculé la mortalité. L'espérance de vie à la naissance, pour l'année choisie, s'obtient alors simplement en faisant la moyenne des âges de décès des mille personnes.

L'espérance de vie étant un calcul statistique pris à la naissance, la chute de la mortalité infantile au XIXe et au début du XXe siècle explique en grande partie l'augmentation rapide de l'espérance de vie durant cette même période.

### Expression mathématique
L'espérance de vie à la naissance d'une population, selon les statistiques d'une année {\displaystyle A}, est égale à :
{\displaystyle E(0)=\sum _{k=0}^{\infty }{\prod _{i=0}^{k}{p_{i}}}}
avec {\displaystyle p_{i}} la probabilité de survivre à l'âge {\displaystyle i}, c'est-à-dire la proportion des personnes ayant l’âge {\displaystyle i} au premier janvier qui sont encore vivantes le 31 décembre. Ces proportions sont calculées à partir des taux de mortalité de l'année {\displaystyle A} pour les différents âges.
Plus généralement, l'espérance de vie à l'âge {\displaystyle a} pour l'année {\displaystyle A} est donné par :
{\displaystyle E(a)=\sum _{k=a}^{\infty }{\prod _{i=a}^{k}{p_{i}}}}

## Statistiques

### Monde
Au XXe siècle, la philosophe Hannah Arendt considère que l'espérance de vie augmente en Occident uniquement par rapport à la période des débuts de l'industrialisation, dont certains aspects sont nocifs pour la vie humaine. Nous ne possédons pas de statistiques sur les anciens à Rome et en Grèce mais on y voyait communément des vies vécues jusqu'à 70, voire 80 ans (Diophante, 84 ans) même si les historiens montrent une espérance de vie en Grèce et à Rome bien inférieure à celle de l'ère contemporaine,. H. Arendt affirmait dans un ouvrage en 1953 que certains groupes humains traditionnels ont une espérance de vie similaire aux sociétés occidentales sans que cela puisse être attribué à la médecine moderne, comme en Kabylie ou en Arménie. Et elle était meilleure en 1900 qu'en 1750. 
Quelques études suggèrent que dans les sociétés industrielles, en raison de l'augmentation de la densité de population, la fréquence des infections et des maladies auto-immunes augmente plutôt qu'elle ne diminue. Ces auteurs supposent donc que les progrès scientifiques et techniques résolvent par la médecine des problèmes qu'ils ont eux-mêmes créés par la modernisation des modes de vie.
Depuis le XIXe siècle, les comportements individuels et collectifs de santé ont un rôle majeur. Avec l'hygiénisme, la prise de conscience de l’importance de la prévention a modelé les comportements : diminution de la consommation d’alcool, hygiène, asepsie, prise de conscience de l’importance de l’activité physique et de là, l'on vit de plus en plus longtemps sans présenter d'incapacités ou de dépendances.
De 1990 à 2013, l’espérance de vie mondiale des deux sexes a augmenté, passant de 65,3 ans (65,0 à 65,6) en 1990 à 71,5 ans (71,0 à 71,9) en 2013.
Cependant, cette progression s'explique en grande partie par un rattrapage dans les pays où la marge de progression était importante. Dès 1990, des chercheurs ont pronostiqué une limite aux progrès de la médecine face au vieillissement. « Nous ne pouvons plus obtenir de gains significatifs d’espérance de vie fondés sur la réduction des maladies », a en particulier déclaré à l’AFP le Pr Jay Olshansky.
Selon l'OMS (2019), essentiellement grâce à un recul très fort de la mortalité infantile (chez les 0 à 5 ans, notamment en zone subsaharienne), le gain moyen a été de 5 ans et demi en 15 ans (de 2000 à 2016, soit un passage de 66,5 à 72 ans), mais avec des inégalités persistantes entre communautés et pays selon leur niveau de richesse (18 ans de différence entre les pays les plus riches et les plus pauvres). L'espérance de vie en bonne santé à la naissance est à peu près stable pour les pays les plus riches, mais a fortement augmenté dans le monde (passant de 58,5 ans en 2000 à 63,3 ans en 2016). Ces gains sont aussi liés à la lutte contre le paludisme et le sida. Partout les femmes continuent à avoir une espérance de vie plus longue que les hommes.
L'année 2020 a vu « pour la première fois depuis la Seconde Guerre Mondiale » une régression mondiale de l'espérance de vie à la naissance. L'important excès de mortalité provoqué par la pandémie de Covid-19 dans le monde a causé un retour en arrière de plusieurs années pour de nombreux pays. Les pays développés n'ont pas été épargnés par cet événement avec une partie d'entre eux perdant plus d'un an d'espérance de vie.
Des différences existent selon le genre. Les garçons naissent plus nombreux mais meurent plus tôt : en 2019, environ 73 millions de garçons devaient ainsi naître dans le monde, contre 68 millions de filles, mais l'espérance de vie de ces dernières est de 74,2 ans, soit nettement supérieure à celle des hommes (69,8 ans). Sur 40 des causes les plus fréquentes de décès, 33 causes affectent plus les hommes que les femmes (ainsi, par exemple en 2016, le risque de mourir entre 30 et 70 ans d'une maladie non transmissible est supérieur de 44 % chez les hommes par rapport aux femmes). Cette différence est en partie biologique, et en partie socio-comportementale : les hommes prennent plus de risques, consultent moins, et font moins appel au dépistage ; le taux de mort par suicide en 2016 était de 75 % plus élevé chez les hommes par rapport aux femmes ; ils sont plus exposés au risque de mort par homicide (quatre fois plus) et par accidents de la route (deux fois plus après 15 ans).

### États-Unis
En 2015, d'après le Centre américain des statistiques de santé, alors que la mortalité infantile (589,5 morts d'enfants pour 100 000 nouveau-nés vivants en 2015, contre 582,1 en 2014, différence statistiquement non significative) a très légèrement augmenté, l'espérance de vie aux États-Unis a diminué pour la première fois depuis 23 ans (depuis 1993). La perte moyenne d'espérance de vie à la naissance est d'environ un mois de vie par Américain, passant de 78,9 ans en 2014 à 78,8 ans en 2015.
D'importantes inégalités (inégalités sociales de santé notamment) persistent, par exemple entre les populations blanche et noire (4,6 ans de moins pour les noirs). Les causes de cette régression sont une dégradation de la santé aux États-Unis : les maladies cardiovasculaires (dues notamment à l'obésité) et une augmentation des taux de cancer (principales causes de mortalité aux États-Unis, avec 48 % des décès en 2008). Les maladies respiratoires et la maladie d'Alzheimer (en hausse de 7,5 %), la grippe et les pneumonies (en hausse de 4,9 %), l'hypertension (+4,1 %), les suicides (+2,7 %), et les maladies rénales (+2,1 %) viennent ensuite comme principales explications selon les CDC,.
Pour la première fois depuis la fin des années 1910, marquées par la Première Guerre mondiale et la grippe espagnole,, l'espérance de vie a reculé en 2015, 2016 et 2017, du fait de la consommation de drogues et des suicides. En 2019 (avant la Covid), l'espérance de vie d'un suisse ou d'un espagnol moyen était de 84 ans ; très supérieure à celle mesurée aux États-Unis (78,8 ans) et inférieure à celle de presque tous les autres pays à revenu élevé, dont le Canada voisin au climat plus rude (82,3 ans).
L'espérance de vie a continué à fortement baisser depuis en raison de la Covid, mais pas uniquement : l'espérance de vie a chuté de deux ans et demi entre 2020 et 2021, pour s'établir à 76,1 ans (estimations provisoires ; femmes : 79,1 ans, hommes : 73,2 ans), soit le niveau le plus bas depuis 1996. Cette baisse est attribuée à la pandémie de Covid-19, mais aussi à la malbouffe, à la consommation de drogues et à la crise des opioïdes.

Alors que les inégalités de richesse s'accentuent dans ce pays, où les soins sont couteux et réservé aux plus riches, si les Américains les plus riches vivent plus vieux que leurs concitoyens pauvres, leur espérance est néanmoins inférieure à celle d'un européen moyen. Selon une étude basée sur les données de santé et de richesse de plus de 73 000 personnes de 50 à 85 ans suivies aux États-Unis et en Europe de 2010 à 2022, croisées avec leur pouvoir d'achat : en 2022, les Américains les plus riches vivent maintenant moins vieux que les Européens les plus aisés ; et « les Européens aisés d'Europe du Nord-Ouest ont des taux de mortalité 35 % moindres que ceux des Américains les plus riches, dont l'espérance de vie ressemble d'avantage à celle des plus pauvres d'Europe du Nord-Ouest » note le magazine Ars Technica.
Mi-2020, une étude montre que dans la première moitié des années 2010, la santé et l'espérance de vie dépendent aussi de la couleur politique des États : on vit (en moyenne) plus vieux dans les États de gauche (dits libéraux ou démocrates, au sens américain du terme), au Nord-Est et à l'Ouest du pays que dans les États de droite, où les règles environnementales sont plus strictes, avec des politiques de lutte contre le tabagisme et/ou ou les armes à feu, où les droits sociaux des travailleurs et de minorités (y compris sexuelles) sont plus étendus. Dans les États de droite (dits républicains, au sens américain du terme), les soins sont moins accessibles et plus couteux. Ainsi, la Californie avait en 2014 l'une des espérances de vie les plus élevées du pays (81,3 ans), ainsi que les politiques publiques sociales et de santé les plus avancées.

### Canada
Au Canada, en 1901, en tenant compte de la mortalité infantile élevée, une femme pouvait espérer vivre jusqu’à 50 ans et un homme, jusqu’à 47 ans. Seuls 44 % des femmes et 38 % des hommes atteignaient 65 ans. Ceux qui y parvenaient pouvaient encore espérer vivre dix années (en moyenne). L'espérance de vie en bonne santé ou sans dépendance s'est améliorée, mais n'a cependant pas évolué au même rythme. Là encore de fortes différences existent entre hommes et femmes.

### France

#### Avant 1909
L'espérance de vie à la naissance est mesurée par année pour toute la population de France depuis 1740. Avant cette date et dans les autres pays à cette époque, les données fiables manquent. Elle est passée d'une moyenne décennale de 24 ans pour les hommes et 26 ans pour les femmes en 1740 à 79,1 ans pour les hommes et 85,1 ans pour les femmes en 2020. 
Quatre importants abrègement de l'espérance de vie ont été liés à des guerres, qui ont par ailleurs affecté les hommes plus que les femmes : les guerres napoléoniennes (1800-1815), la guerre franco-prussienne (1870), la Première Guerre mondiale (1914-1918), la Seconde Guerre mondiale (1939-1945). L'espérance de vie à 25 ans ( nombre d'années supplémentaires que les personnes de 25 ans vivraient après leur 25 ans si la mortalité par âge et sexe restait constante, pas l'âge moyen auquel ils mourraient) est passée de 32 ans en 1740 à 40 ans à 1870. L'intense mortalité infantile faisait,  compte tenu des taux de mortalité par âge et sexe de 1740,  une personne de 25 ans aurait en 1740 davantage d'années à vivre qu'un nouveau-né.
L'espérance de vie des nobles à 25 ans a pu être estimée pour une période antérieure à 1740. Pour les hommes, elle est passée de 35,6 ans avant 1550, à 40,5 ans entre 1600 et 1649, à 38,0 ans entre 1650 et 1679, à 42,9 ans entre 1770 et 1819. L'espérance de vie à 25 ans des femmes nobles était inférieure de un à deux ans à celle des hommes. Elle était donc plus élevée pour les nobles que pour la population totale, mais beaucoup plus faible que l'espérance de vie à 25 ans de 2020 (54,8 ans pour les hommes, 60,6 ans pour les femmes). Compte tenu des taux de mortalité par âge et sexe de 1730-1749, 24 % des nobles mais 60 % de la population totale était décédée avant l’âge de 25 ans. Avec les taux de 1880-1909, ces pourcentages se réduisent à 17 % et 29 %. La mortalité des moins de 25 ans a donc diminué, surtout chez les non-nobles, mais est demeurée plus élevée qu’en 2020 (0,99 % pour les femmes, 0,63 % pour les hommes).
- XVIIIe siècle

L'espérance de vie s'allonge dès 1749, avec une probable accélération avant 1740, mais non-observée par manque de données de qualité. De 1750 à 1870, d'importantes variations annuelles sont dues aux famines et épidémies.
- XIXe siècle

Jusqu’au milieu du XIXe siècle, l’espérance de vie à la naissance oscillait entre 20 et 50 ans.

#### De 1900 à 2000
Le XXe siècle a été marqué, en France comme ailleurs, par des progrès considérables grâce aux progrès de la médecine et de la santé publique. Dans les pays à revenus élevés, l’espérance de vie à la naissance a augmenté d’environ 30 ans, soit près de 3 ans par décennie.
Depuis le début du XIXe siècle, période où l'espérance de vie des Français était au plus bas avec une moyenne de 33 ans, celle-ci n'a cessé d'augmenter.
De 1900 à 2000, l’espérance de vie en France est passée de 48 à 79 ans, soit une hausse de 65 % en un siècle. Ce chiffre est une moyenne, considerant l’espérance de vie dans tous les milieux, hommes et femmes réunis. Cette avancée a été le résultat de nombreux progrès :
- sanitaires : prise en charge de la grossesse et des nourrissons, asepsie, antibiotiques, vaccinations, chirurgie, médecine dentaire, campagnes contre le tabac et l’alcool, etc.
- sociaux : moindre pénibilité du travail, congés payés, diminution du temps de travail, accès aux soins et à la scolarité, hausse du niveau de vie, réduction de l’extrême pauvreté et des carences alimentaires graves associées, confort : eau courante, électricité, chauffage, accès au logement, etc.
- des normes : politique de sécurité des transports, normes de sécurité dans les entreprises et les bâtiments, conservation des aliments par le froid, matériels de sécurité incendie.

#### Depuis 2000
En France, l'espérance de vie d'une personne est corrélée à ses revenus, notamment pour les hommes. Ainsi, les 5 % des hommes français les plus riches ont une espérance de vie supérieure de treize ans à celle des 5 % les plus pauvres. L’écart est plus faible pour les femmes :  huit ans de différence. La courbe subit en 2020 une baisse importante d'une demi-année pour les femmes, plus d'une demi-année pour les hommes. Cette baisse, plus forte que celles de 2012 et 2015, est cependant suivie d'un fort rebond en 2023, permettant de revenir au niveau de 2019 pour les femmes, et légèrement plus pour les hommes.
En 2012, l'espérance de vie baisse à 84,8 ans pour les femmes au lieu de 85 ans en 2011.
En 2014, l’espérance de vie à la naissance atteint 79,3 ans pour les hommes et 85,5 ans pour les femmes. Au cours des 60 dernières années, hommes et femmes ont gagné 14 ans de vie en moyenne.
En 2017, l'espérance de vie à la naissance est de 85,3 ans pour les femmes et de 79,5 ans pour les hommes. Après avoir diminué en 2015, l'espérance de vie a de nouveau augmenté en 2016 pour les femmes et les hommes en 2015, phénomène qui se poursuit en 2017 pour les hommes (+ 0,2 an par rapport à 2016) alors que l’espérance de vie des femmes reste stable.
En 2019, l'espérance de vie à la naissance est de 85,6 ans pour les femmes et de 79,7 ans pour les hommes. En l'espace de dix ans, les hommes ont gagné deux ans d'espérance de vie et les femmes 1,2 an. Ces cinq dernières années, ils ont gagné 0,5 an d’espérance de vie et les femmes 0,2 an.
En 2021, l'espérance de vie à la naissance est de 85,5 ans pour les femmes et de 79,4 pour les hommes.
En 2023, l'espérance de vie à la naissance est de 85,7 ans pour les femmes et de 80 pour les hommes, la baisse des années précédentes ayant été effacée, mais sur une décennie, l'espérance de vie n'a pas progressé de trois ans, rythme constaté au siècle précédent mais de seulement un peu plus de deux mois pour les hommes et sept mois pour les femmes. La lutte pour l’espérance de vie pâtit au XXIe siècle de la «loi des rendements décroissants», selon le démographe et épidémiologiste Jean-Marie Robine, directeur de recherche émérite à l’Institut national de la santé et de la recherche médicale (Inserm), cité par l’AFP.

#### Évolution contemporaine sur courte période (2014-2023)
| Année                           | Espérance de vie femmes | Espérance de vie hommes |
| ------------------------------- | ----------------------- | ----------------------- |
| 2014                            | 85,5                    | 79,3                    |
| 2017                            | 85,3                    | 79,5                    |
| 2019                            | 85,6                    | 79,7                    |
| 2021                            | 85,5                    | 79,4                    |
| 2023                            | 85,7                    | 80                      |
| Variation sur 10 ans (2014-2023 | plus 0,2                | plus 0,7                |

#### Évolution contemporaine sur longue période (1950-2024)
L'écart entre genres a progressé de 2,8 années en trente ans au bénéfice des femmes pour culminer à 8,2 années en 1980, puis il s'est resserré de 2,6, années en 44 ans au bénéfice des hommes pour revenir à 5,6 années d'écart, proche de son niveau de 1950.
Les décennies de plus forte progressions ont été pour les femmes les années 1950 (4,4 années gagnées en 10 ans) puis les 1980 (3,6 années gagnées en 10 ans) . Pour les hommes les années 1950 ont été la seule décennie de forte progression (3,6 années gagnées en 10 ans) . Les années 2010 voient  leurs gains divisés par deux et demie par rapport à la décennie précédente et si on déplace le curseur sur la période 2014-2022, ils sont même divisés par 4.
Les années 2010 voient  les gains des femmes divisés par cinq et même par vingt  si on déplace le curseur sur la période 2014-2022.
| Année                            | Espérance de vie hommes | Espérance de vie femmes | Ecart H/F |
| -------------------------------- | ----------------------- | ----------------------- | --------- |
| 1950                             | 63,4                    | 69,2                    | 5,8       |
| Variation sur 10 ans (1950-1960) | plus 3,6                | plus 4,4                | plus 0,8  |
| 1960                             | 67,00                   | 73,6                    | 6,6       |
| Variation sur 10 ans (1960-1970) | plus 1,4                | plus 2,3                | plus 0,5  |
| 1970                             | 68,4                    | 75,9                    | 7,5       |
| Variation sur 10 ans (1970-1980) | plus 1,8                | plus 2,5                | plus 0,8  |
| 1980                             | 70,2                    | 78,4                    | 8,2       |
| Variation sur 10 ans (1980-1990) | plus 2,5                | plus 3,6                | plus 1,1  |
| 1990                             | 72,7                    | 81,0                    | 8,3       |
| Variation sur 10 ans (1990-2000) | plus 2,6                | plus 1,8                | moins 0,8 |
| 2000                             | 75,3                    | 82,8                    | 7,5       |
| Variation sur 10 ans (2000-2010) | plus 2,7                | plus 1,9                | moins 0,8 |
| 2010                             | 78,0                    | 84,7                    | 6,7       |
| Variation sur 10 ans (2010-2020) | plus 1,1                | plus 0,4                | moins 0,7 |
| 2020                             | 79,1                    | 85,1                    | 6         |
| Variation sur 10 ans (2014-2023) | plus 0,9                | plus 0,7                | plus 0,5  |
| 2024                             | 80                      | 85,6                    | 5,6       |

### Statistiques par pays
Depuis quelques années, des espérances de vie en bonne santé sont également calculées. Ainsi, l'OMS publie depuis 2001 une statistique appelée espérance de vie en bonne santé, qui ne tient pas compte des années de vie durant lesquelles les individus souffrent de maladies incurables. Eurostat publie annuellement depuis 2004 une statistique appelée espérance de vie en bonne santé, ou espérance de vie sans incapacité (EVSI), basée sur la déclaration des limitations d'activité. Les États-Unis utilisent des indicateurs similaires dans le cadre de leur programme national de promotion de la santé et de prévention des maladies « Healthy People 2010 » (en français, littéralement, « personnes en bonne santé »). De plus en plus de pays utilisent aujourd'hui des espérances de vie en bonne santé pour surveiller la santé de leur population.

### Différence entre hommes et femmes

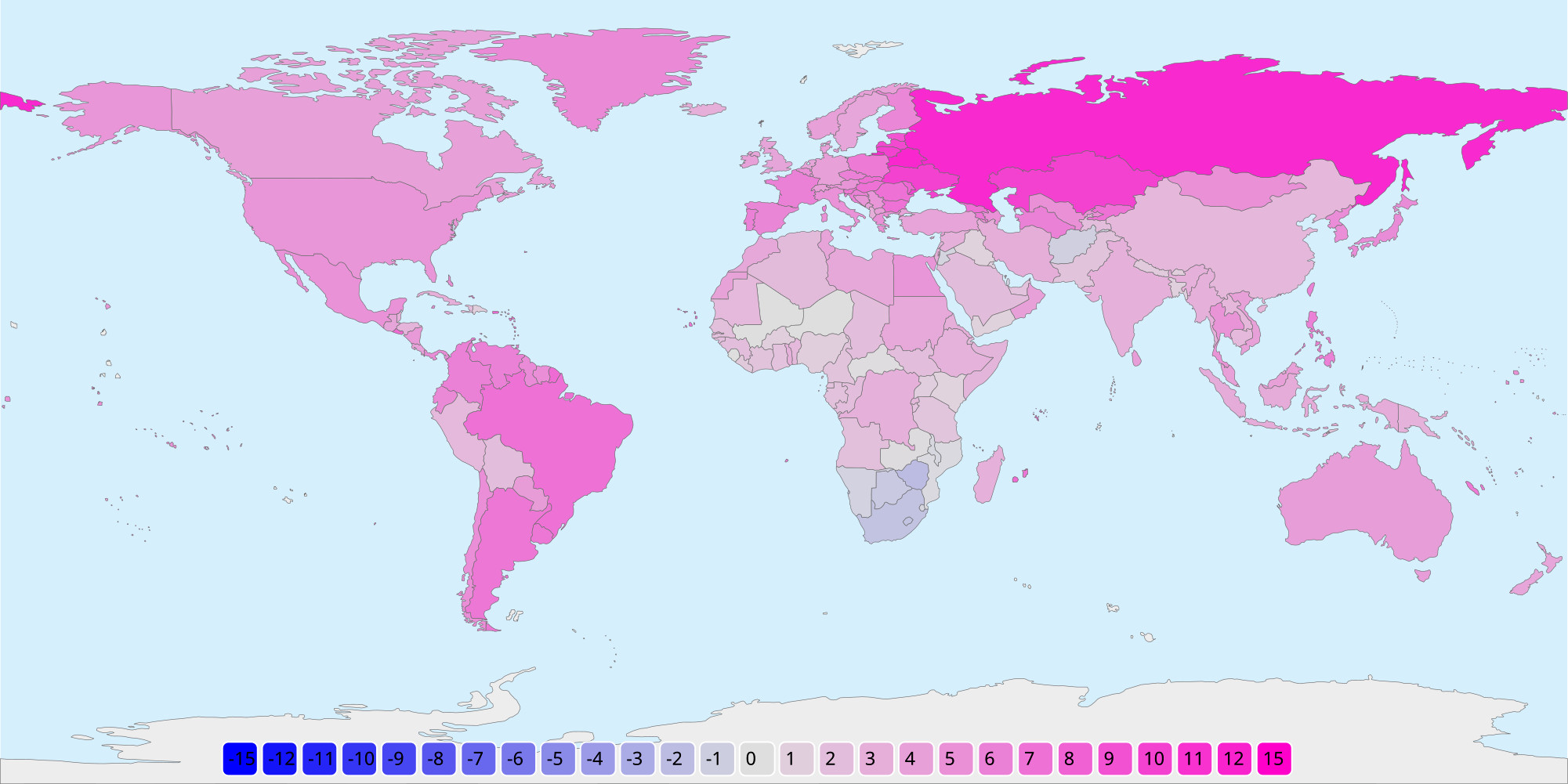
En rose, les pays où les femmes vivent plus longtemps que les hommes. En bleu, quelques pays au sud de l'Afrique ravagés par le SIDA où les femmes vivent moins longtemps.

Le fait que l'espérance de vie des hommes soit de plusieurs années inférieure à celle des femmes dans presque tous les pays « suscite la réflexion et […] questionne » les chercheurs, qui proposent des explications.
Cet écart est paradoxal, les femmes vivant en moyenne dans de moins bonnes conditions sociales que les hommes (inégalité salariale, double journée…). On s'accorde généralement à penser, comme le synthétise Shervin Assari, que les facteurs biologiques (testostérone…) jouent un moindre rôle que les facteurs comportementaux (chez les hommes : acceptation plus élevée du risque, qu'il s'agisse de criminalité, de substances nocives, d'accidentologie, et plus généralement de mode de vie).

## Facteurs déterminants
Ils sont nombreux et incluent notamment la santé physique et mentale, le niveau d'éducation, les conditions sociales et de métier (et la compétence professionnelle), ainsi que l'hérédité,, et de nombreuses co-variablesta[Quoi ?].

### Facteurs comportementaux et alimentaires, métiers
On sait que l'espérance de vie est très socialement stratifiée, en fonction du métier (et du niveau de qualification), et du niveau social, et que dans certaines régions du monde, en Europe au XXIe siècle notamment, depuis plusieurs décennies, l’écart de longévité entre les classes sociales riches et pauvres se creuse,,.
Au Royaume-Uni, une équipe de chercheurs de l'université de Cambridge, en partenariat avec le Conseil de la recherche médicale, a mené une enquête sur 20 244 individus pendant quatorze ans (entre 1993 et 2007), dont 1 987 sont décédés en cours d'enquête, afin de déterminer l'impact du mode de vie sur l'espérance de vie. L'étude conclut que le « mode de vie idéal » - absence de tabac, consommation d'alcool égale ou inférieure à un demi verre par jour, consommation de cinq fruits et légumes par jour, exercice physique d'une demi-heure par jour - majore l'espérance de vie de quatorze ans par rapport au cumul de quatre facteurs de risque. Le cumul des quatre facteurs de risque (tabac, alcool, manque de fruits et légumes et d'exercice physique) multiplie le risque de décès par 4,4, trois facteurs, de 2,5, deux facteurs de près de 2 et 1 facteur de 1,4. Selon le professeur Kay-Tee Khaw, premier signataire de l'étude, « c'est la première fois que l'on analyse l'effet cumulé des facteurs de risque sur la mortalité ». L'obésité et la surcharge pondérale sont aussi un facteur de risque.
Certains métiers pénibles,, dangereux, psychiquement difficiles ou exposant à des produits toxiques ou cancérigènes diminuent l'espérance de vie. Par exemple, une étude (2021) a montré que pour la population néerlandaise d’Amsterdam (Pays-Bas), les métiers de domaines généraux, techniques et ceux des transports non qualifiés sont associés à une espérance de vie jusqu’à 3,5 ans plus courte que celle des professions universitaire (plus ou moins selon le sexe) ; le facteur santé étant ici explicatif de 20 à 66 % (selon l’indicateur sanitaire retenu) de la différence de longévité. Les auteurs estiment que le calcul de l’âge légal de départ à la retraite devrait intégrer ce facteur.

#### Alimentation
Les pays où la longévité est la plus élevée recourent à des régimes traditionnels avec des acides gras, légumes frais, et légume secs. En Sardaigne, le mode de vie a par exemple contribué à une des longévités les plus élevées au Monde avec cinq fois plus de centenaires que la moyenne européenne et 20% des habitants de la Barbagia à plus de 90 ans,, dont de nombreux bergers de la province de Nuoro, avec des traditions de pratique du régime méditerranéen. Une grande « variété de légumes » peut maintenir le corps en bonne santé, avec notamment le brocoli et le choux de Bruxelles, dotés d’une forte teneur en phytonutriments, servant à atténuer la propension à l’inflammation, pour une « , réduction des risques de cancer », à condition de consommer 75 ou 150 grammes de ces légumes qui génèrent une stimulation de minéraux situés dans l' organisme.
Les apports en protéines et calcium des viandes et produits laitiers peuvent être remplacés par des fruits, légumes, légumes secs, céréales complètes et fruits secs. La teneur en protéines de certains légumes est significative, avec pour cent grammes, 6 grammes pour les petits pois, 3 grammes pour le brocoli, 2,7 grammes pour le fenouil les épinards et le pissenlit, ou encore 2,4 grammes pour le haricot vert et 2,1 grammes pour l'artichaut. La teneur en calcium des légumes est de 713 milligrammes pour l'ortie, 214 et 212 milligrammes pour le cresson et le chou vert, 117 pour les épinards et 109 pour le fenouil ou encore de 93 mg pour le brocolis. Pour les fromages, elle va de 612 mg pour le Gorgonzola à 1030 mg pour l'Emmental.

### Liens avec les dépenses de santé
Selon un rapport de la NRC, en 2010, les États-Unis dépensaient (depuis 25 ans) plus en soins de santé que toute autre nation, pourtant l'espérance de vie y a progressé moins vite que dans la plupart des autres pays développés (dont Japon et Australie)[réf. nécessaire]. De même en Europe, la Suisse dépense-t-elle le plus, avec une espérance de vie qui est importante, mais l'espérance de vie en bonne santé y est moindre qu'en Suède ou même que dans d'autres pays européens plus « pauvres » (Grèce par exemple)[réf. nécessaire].

### Facteurs économiques et socioéconomiques

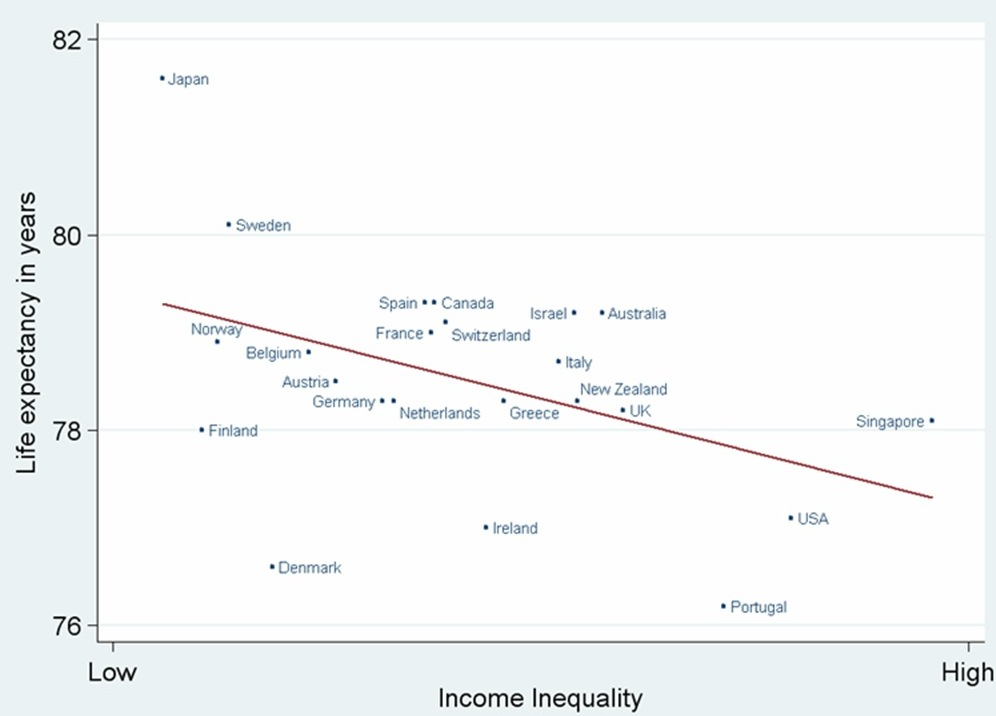
Dans les pays plus égalitaires, il y a une espérance de vie plus élevée

Selon une méta-analyse de 2002, un niveau de vie élevé donne accès à de l'eau potable, des conditions d'hygiène, une nourriture variée, de qualité et à des diagnostics et soins médicaux plus précoces et poussés, au profit d'une espérance de vie plus élevée. L’espérance moyenne de vie varie donc selon la classe sociale et est influencée par les inégalités économiques. En effet, « la proportion de revenu national reçue par les familles les moins aisées de chacun des pays (après impôts et transferts) est fortement et positivement corrélée aux différences d'espérance de vie ».
L'épidémiologiste Richard Wilkinson montre qu'au sein de l’Organisation de coopération et de développement économiques (OCDE), le produit intérieur brut (PIB) par habitant n’est que faiblement associé à l’espérance de vie standard. L’évolution de l’espérance de vie dans les pays développés est cependant corrélée à l’ampleur de la privation relative, soit le degré d’inégalité de revenu observé entre les individus ; cette corrélation s'observe également à l'échelle infra-nationale.
Les estimations réalisées en France par A. Mesrine (1999) montrent de très fortes différences de mortalités entre catégories sociales : une différence de plus de six années d’espérance de vie à 35 ans entre les cadres et les ouvriers, et une différence de près de 10 ans entre les groupes extrêmes. Pour la période 2012-2016, l'espérance de vie à la naissance des 5 % des hommes français les plus pauvres (71,7 ans) est de 13 années inférieure à celle des 5 % les plus riches (84,4 ans). Chez les femmes françaises, cet écart est plus faible : l’espérance de vie à la naissance des femmes parmi les 5 % de personnes les plus aisées atteint 88,3 ans, contre 80,0 ans parmi les 5 % les plus modestes, soit 8 ans d’écart.

### Facteur sociopsychologiques
L'espérance de vie et l'espérance de vie en bonne santé sont aussi liées au bien-être physique et social des personnes, et notamment des personnes âgées. Elles sont aussi déterminées par la manière dont l'individu perçoit la valeur de la vie, et par là à un éventail de variables psychosociologiques, comportementales et socio-économiques et sanitaires pouvant influencer le sens que chacun donne à sa vie, y compris pour les personnes très âgées. Une fin de vie épanouie et un emploi du temps enrichissant et ayant du sens pour l'individu et le groupe (vie de couple et familiale, moins de temps passé seul, plus d'engagement social, de partenariats, de contacts avec des amis, de sentiment d'utilité…), en complément de facteurs de prospérité (richesse, niveau de vie) et de santé mentale (pas de sentiment de dépression...) physique (moins d'obésité, de difficulté à marcher, sommeil réparateur, absence de douleurs, d'invalidités et de maladies chroniques…) tend à allonger l'espérance de vie et la qualité de vie de la personne âgée,,. De nombreuses études (transversales et longitudinales) ont suggéré que le bonheur ou le « sentiment que la vie vaut la peine d'être vécue » contribue au bien-être ultérieur et à l'épanouissement de la personne âgée. Ce sentiment d'utilité sociale est souvent positivement associé à la richesse des relations sociales, à un engagement social plus large, une prospérité économique, la santé physique et mentale, des biomarqueurs de bonne santé, un emploi du temps riche où la personne est rarement seule et passe peu de temps devant la télévision. L'activité physique, la consommation de fruits et légumes, ne pas fumer sont aussi favorables. Ces facteurs ont une certaine valeur prédictive pour des aspects sociaux, économiques, sanitaires et comportementaux de la vie, indépendamment des niveaux de référence. selon les analyses de sensibilité, ces associations ne sont pas motivées par des facteurs tels que : prospérité, symptômes de dépression, ni par les niveaux de résultats avant les évaluations. « Le sentiment que la vie est riche d’activités intéressantes peut favoriser un vieillissement en bonne santé, contribuer à maintenir des relations sociales constructives et une utilisation optimale du temps passé ».

### Facteurs environnementaux
Les facteurs environnementaux deviennent de plus en plus importants avec la maîtrise de facteurs sanitaires. Dans le nord de la Chine, de 1981 à 2001, la pollution liée au chauffage gratuit au charbon a diminué de 5 ans et demi l'espérance de vie.

## Tendances et prospective

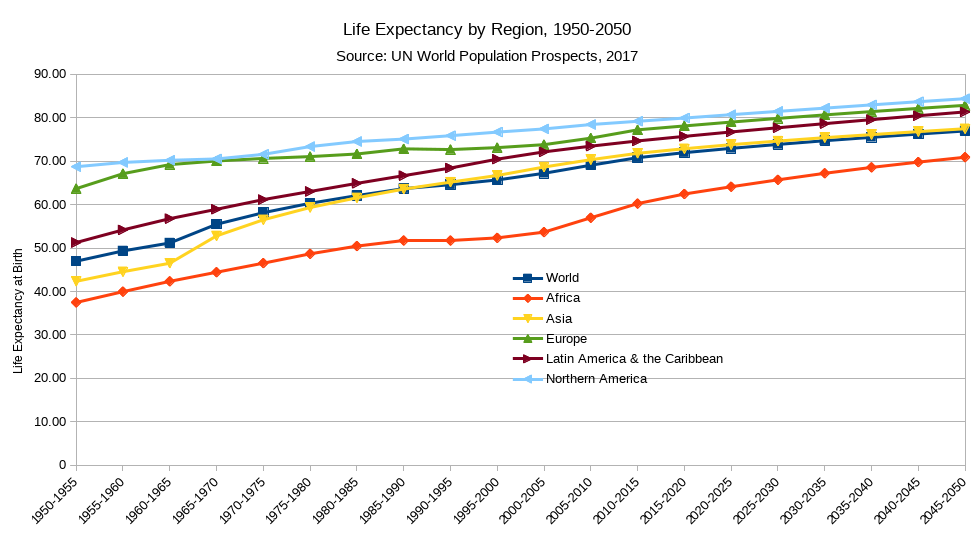
Prospective : évolution de l'espérance de vie à la naissance, pour diverses régions du monde et pour le monde, sur un siècle : de 1950 à 2050. Les progrès de la santé publique conduisent à une convergence vers un niveau commun.

Dans la plupart des pays, l'espérance de vie tend à augmenter. Les projections de l'Insee et de l'ONU prévoient une poursuite de cette augmentation.
Une étude scientifique publiée en 2016 par la revue Nature estime qu'il est improbable qu'on vive jamais beaucoup au-delà de 115 ans, de sorte que la longévité exceptionnelle de Jeanne Calment pourrait correspondre à une limite pour l’espèce humaine. Dans le même numéro, la revue publie une analyse critique de cette étude, qui argumente qu'elle mésestime les progrès futurs de la médecine. Cette seconde analyse conclut qu'il est trop tôt pour formuler des conclusions définitives sur la durée limite de la vie humaine. En 2015, une étude du New England Complex Systems Institute observe que l'espérance de vie peut continuer à augmenter sans que l'âge maximal évolue sensiblement, si le nombre de personnes atteignant un âge proche de la limite augmente.
L'espérance de vie en bonne santé (ou sans incapacité) est plus difficile à prévoir.